# Obični vratić
Obični vratić (lat. Tanacetum vulgare) je biljka iz porodice Asteraceae, udomaćena u Europi i Aziji. Biljka je visoka 50-150 cm, žutih cvjetova. Miris je biljke nalik kamforu, pomalo sličan ružmarinu. Biljka je otrovna ako se uzima u većoj količini, između ostalog sadrži i tujon.
Još od starih Grka korišten je kao ljekovita i začinska biljka. Može poslužiti i kao prirodni insekticid.
Nesmije se brkati s istoimenim vratićem (povratićem) čiji je znanstveni naziv Tanacetum parthenium.

## Sinonimi
- Chamaemelum tanacetum (Vis.) E.H.L.Krause
- Chrysanthemum asiaticum Vorosch.
- Chrysanthemum boreale (DC.) B.Fedtsch.
- Chrysanthemum vulgare (L.) Bernh.
- Chrysanthemum vulgare var. boreale (Fisch. ex DC.) Makino ex Makino & Nemoto
- Dendranthema lavandulifolium var. tomentellum (Hand.-Mazz.) Y.Ling & C.Shih
- Pyrethrum vulgare (L.) Boiss.
- Tanacetum boreale Fisch. ex DC.
- Tanacetum crispum Steud.
- Tanacetum umbellatum Gilib.
- Tanacetum vulgare subsp. boreale (Fisch. ex DC.) A
- Tanacetum vulgare subsp. boreale (Fisch. ex DC.) Á.Löve & D.Löve
- Tanacetum vulgare subsp. boreale (Fisch. ex DC.) Kuvaev
- Tanacetum vulgare var. boreale (Fisch. ex DC.) Trautv. & C.A.Mey.
- Tanacetum vulgare var. crispum DC.
- Tanacetum vulgare var. vulgare
- Tanacetum vulgare subsp. vulgare
- Tanacetum vulgare f. vulgare